# Amata hemiphoenica
Amata hemiphoenica är en fjärilsart som beskrevs av George Francis Hampson 1910. Amata hemiphoenica ingår i släktet Amata och familjen björnspinnare. Inga underarter finns listade i Catalogue of Life.